# 프랑스식 르네상스 정원

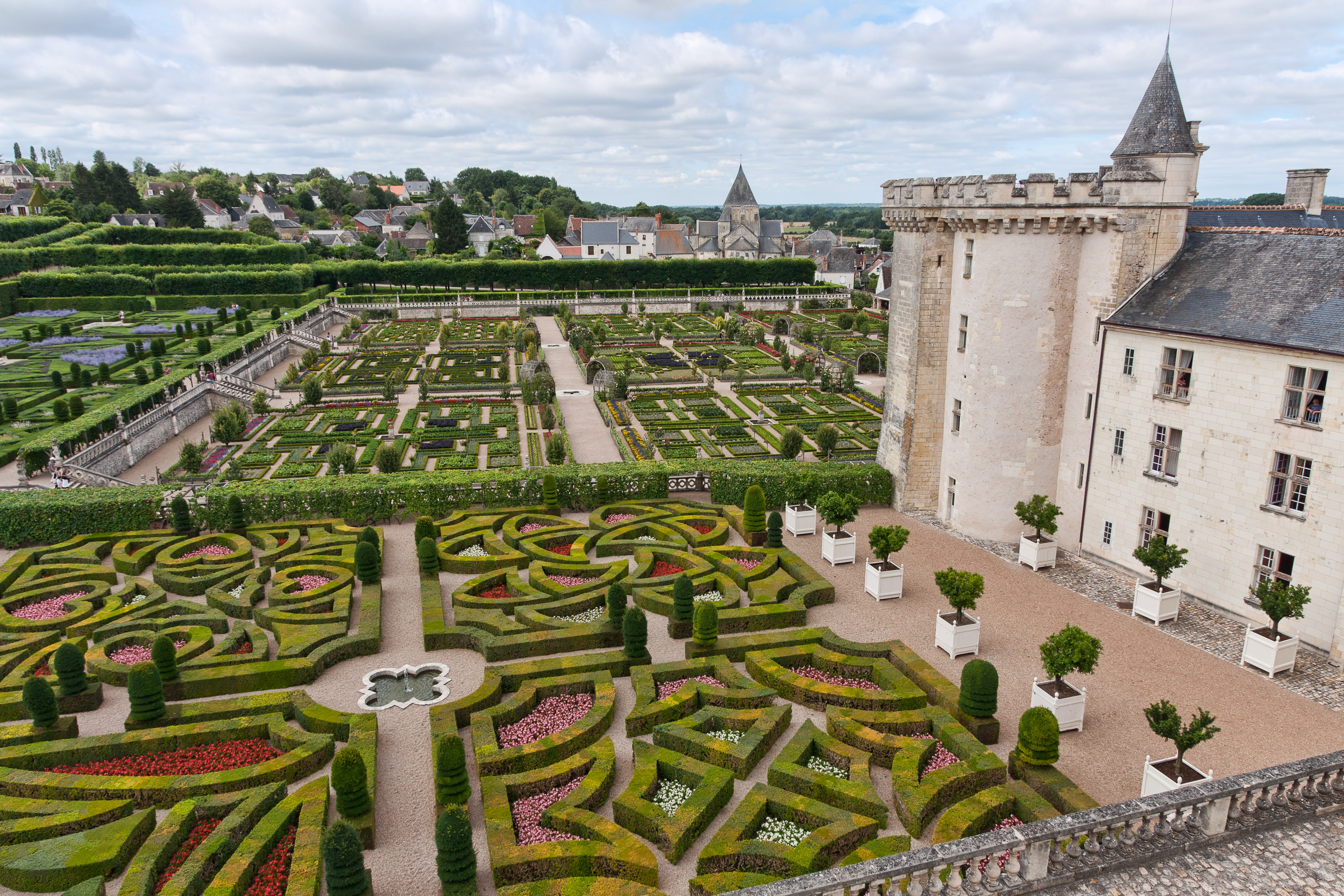
빌랑드리성의 정원

프랑스식 르네상스 정원(Gardens of the French Renaissance)은 처음에는 이탈리아식 르네상스 정원에서 영감을 얻었으며 나중에 17세기 중반 루이 14세 통치 기간 동안 더 웅장하고 형식적인 프랑스식 정원으로 발전했다.
1495년 샤를 8세와 그의 귀족들은 이탈리아에서 전쟁을 벌인 후 르네상스 양식을 프랑스에 다시 가져왔다. 왕실 퐁텐블로궁, 앙부아즈성, 블루아성 및 슈농소성의 정원에서 정점에 도달했다.
프랑스식 르네상스 정원은 대칭적이고 기하학적인 식재 침대 또는 파르테르, 화분에 심은 식물, 자갈과 모래 길, 테라스, 계단 및 경사로, 운하, 폭포 및 기념비적 분수 형태의 움직이는 물, 인공 석굴, 미궁과 신화 속 인물의 동상의 광범위한 사용이 특징이다. 이것들은 주변에 있는 성의 확장이 되었으며 측정과 비율에 대한 르네상스의 이상을 설명하고 시청자에게 고대 로마의 미덕을 상기시키기 위해 설계되었다.